# Короленко (Иркутская область)
Короленко — село в Тайшетском районе Иркутской области России. Входит в состав Квитокского муниципального образования. Расположено на западе Иркутской области, на левом берегу реки Топорок, примерно в 34 км по прямой к северо-востоку от районного центра — города Тайшета — и 570 км по прямой к северо-западу от областного центра — города Иркутска.

## Население
| 2002 | 2010 | 2011 | 2012 |
| ---- | ---- | ---- | ---- |
| 77   | ↗81  | ↘80  | ↘79  |

## Церковь Покрова Пресвятой Богородицы
Приход в переселенческом посёлке Короленко открыт (25 февраля 1914). До устройства церковного здания походный храм размещался в простом деревянном доме. Деревянная церковь строилась одновременно с переселенческой церковью в с. Авдюшино. Косвенные данные свидетельствуют, что обе постройки возводились по проектам, которые были составлены епархиальным архитектором А.С. Покровским. Данные об освящении церкви не обнаружены, вероятно что её успели достроить и освятить до революции (1917).